# Корсар (БПЛА)
«Корсар» — российский средний разведывательный дистанционно-пилотируемый летательный аппарат малой дальности, разработанный КБ «Луч» (г. Рыбинск). Предназначен для ведения воздушной разведки и аэрофотосъёмки местности, патрульных полётов, мониторинга окружающей среды на дальности до 200 км от наземного пункта управления.

## Описание
БПЛА выполнен по нормальной аэродинамической схеме с двухбалочным хвостовым оперением и толкающим винтом.
На «Корсар» может быть установлено оборудование «Всевидящее око», позволяющее обрабатывать потоки гиперспектральных данных, порождаемые спектральным излучением каждого объекта или материала, что должно гарантировать способность разведчика однозначно идентифицировать цели вне зависимости от степени маскировки.
Комплекс «Боевое пространство», планируемый к установке на БПЛА, должен обеспечить возможность двустороннего обмена тактической информацией напрямую между боевыми единицами, минуя наземный пункт управления, на который информация в то же время дублируется в режиме уведомления и ожидания дополнительных команд.
Предполагается также, что «Корсар» сможет нести ПТУР «Атака» или реактивные гранаты, выполняя таким образом роль ударного. На Параде Победы 2018 года комплекс «Корсар» был продемонстрирован с ТПК ПТУР на платформах грузовиков, перевозивших БПЛА.

## История
Контракт на разработку комплекса заключён между Министерством Обороны России и КБ «Луч» в 2009 году.
Макет БПЛА был впервые показан на авиасалоне МАКС-2011 в августе 2011 года.
Полётные испытания начаты в 2015 году. В том же году «Корсар» был показан на закрытой экспозиции Международного военно-технического форума Армия-2015.
В 2018 году БПЛА были провезены по Красной Площади Москвы в рамках Парада Победы 9 мая.
В 2019 году комплекс можно было увидеть в открытой части экспозиции Международного военно-технического форума Армия-2019.
Тогда же планировалось начать серийные поставки БПЛА «Корсар» в Вооружённые Силы России до 2025 года.

## Характеристики БПЛА
- длина — 4,2 м;
- размах крыла — 6,5 м;
- высота — 1,2 м;
- максимальная взлётная масса — 200 кг;
- крейсерская скорость полёта — 120 км/ч;
- максимальная скорость полёта — 150 км/ч;
- максимальная высота полёта — 5100 м;
- радиус действия — от 120 до 200 км[1];
- время полёта — 10 ч;
- тип авиадвигателя — поршневой;
- мощность двигателя — 50 л. с. (в перспективе 70 л. с.)